# Tragédia de Heysel

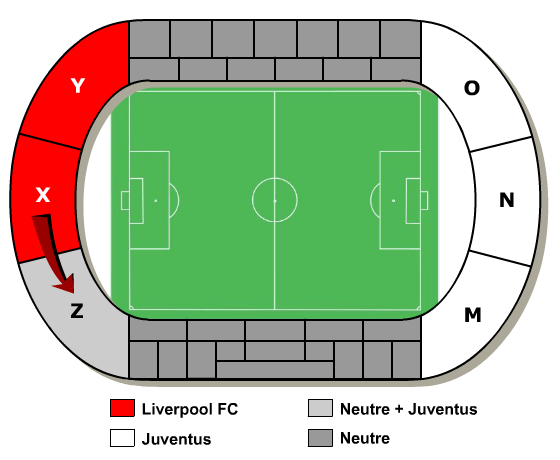
Plano do estádio do Heysel (Bruxelas) — movimentos de massa — 29 de Maio de 1985.

A tragédia do Estádio do Heysel, na Bélgica, ocorreu no dia 29 de maio de 1985, quando estava para ser disputada a final da Taça dos Campeões Europeus, que opunha o Liverpool, de Inglaterra, e a Juventus, de Itália.
Esta tragédia, juntamente com a tragédia de Hillsborough, é uma das mais importantes relacionada com uma manifestação desportiva e o fenômeno do hooliganismo.

## História
A possibilidade de confrontos entre os adeptos de ambas as equipas foi, desde início, ponderada pelas autoridades belgas, que anunciaram uma série de medidas a tomar: proibição da venda de álcool em estabelecimentos próximos do estádio, revista a todos os espectadores à entrada para o jogo, e um total de 1500 policiais para salvaguardar a segurança. Todavia, a maior parte dos bares continuou a trabalhar normalmente e a servir os hooligans de ambas as equipas. A causa do tumulto foi atribuída por testemunhas oculares aos torcedores do Liverpool que bebiam muito.
Os distúrbios começaram ainda fora do estádio com ingleses e italianos a trocarem provocações. Uma joalheria foi roubada e lesada em 150 mil euros (em valores atuais). Por volta das 19 horas, uma grande parte dos espectadores já se encontrava dentro do recinto do Heysel. Contrariamente ao previsto pela polícia, o lado norte do estádio estava partilhado por adeptos das duas formações, separados apenas por uma pequena barreira e alguns polícias.
Meia hora depois, os britânicos lançaram o primeiro "ataque" e os distúrbios começaram a ganhar proporções incontroláveis. As grades que separavam as bancadas cederam à pressão humana e deram lugar à tragédia. Dezenas de espectadores italianos foram espezinhados por hooligans, que usaram barras de ferro para bater nos rivais. Com a pressão dos espectadores em pânico, o muro caiu, arrastando na queda mais algumas dezenas de pessoas.
A expectativa em relação ao jogo era grande e a UEFA decidiu pela realização do mesmo. O balanço final da tragédia apontou 39 mortos e um número indeterminado de feridos. A polícia não efetuou nenhuma detenção. 
Os hooligans ingleses foram responsabilizados pelo incidente, o que resultou na proibição das equipas inglesas participarem em competições europeias por um período de cinco anos. As reações do povo inglês foram todas no sentido da reprovação e incredulidade pelos atos violentos dos adeptos do Liverpool, o que levou a própria rainha Isabel II a condenar publicamente o comportamento dos hooligans e a apoiar a suspensão das equipas inglesas.
O jogo em si ficou em segundo plano mas acabou com a nada comemorada vitória da Juventus por 1x0, golo este marcado por Michel Platini, o grande astro do clube italiano, na cobrança de um penálti.